# Смирнова Ганна Іванівна
Ганна Іванівна Смирнова (1905—1995) — працівник сільського господарства, доярка радгоспу «Караваєво» Костромського району Костромської області.
Двічі Герой Соціалістичної Праці (1949, 1953).

## Біографія
Народилася 23 грудня 1905 року в селі Филипівська Даниловського району Ярославської області. Член КПРС з 1945 року.
Працювала дояркою радгоспу «Караваєво» Костромського району Костромської області.
Померла 19 червня 1995 року.

## Нагороди
- Двічі Герой Соціалістичної Праці:
  - 12.07.1949 — за високі показники у тваринництві,
  - 04.03.1953 — за високі показники у тваринництві.

## Пам'ять
У 1963 році на площі центральної садиби радгоспу встановлений бронзовий бюст героїні.